# Pringy (Marne)
Pour les articles homonymes, voir Pringy.
Pringy est une commune française, située dans le département de la Marne en région Grand Est.

## Géographie
Pringy est un village du sud-est marnais, à quelques kilomètres au nord de Vitry-le-François. Le territoire de la commune s'étend du sud-ouest au nord-est sur environ 6,5 km, de la Champagne crayeuse aux rives de la Marne et de la Guenelle. Le ruisseau de Vamont sépare Pringy de Drouilly au sud. L'altitude varie entre 90 m (au nord-est) et 181 m (au sud-ouest). Le village est traversé par la route départementale 2. Les collines de la Champagne crayeuse, à l'ouest, sont couvertes de champs. On y trouve plusieurs lieux-dits et fermes dont la Ferme de la Noue de Chaudière.
| Songy          | Ablancourt           | Soulanges |
| Faux-Vésigneul | Pringy               |           |
| Coole          | Maisons-en-Champagne | Drouilly  |

### Hydrographie
La commune est dans la région hydrographique « la Seine de sa source au confluent de l'Oise (exclu) » au sein du bassin Seine-Normandie. Elle est drainée par la Marne, la Guenelle, les Grandes Noues et divers autres petits cours d'eau,.
La Marne  prend sa source sur le plateau de Langres, dans la commune de Saints-Geosmes (Haute-Marne) et se jette dans la Seine entre Charenton-le-Pont et Alfortville (Val-de-Marne) dans le quartier de Conflans-l'Archevêque. 
La Guenelle, d'une longueur de 30 km, prend sa source dans la commune de Glannes et se jette  dans la Marne à Mairy-sur-Marne, après avoir traversé onze communes. 

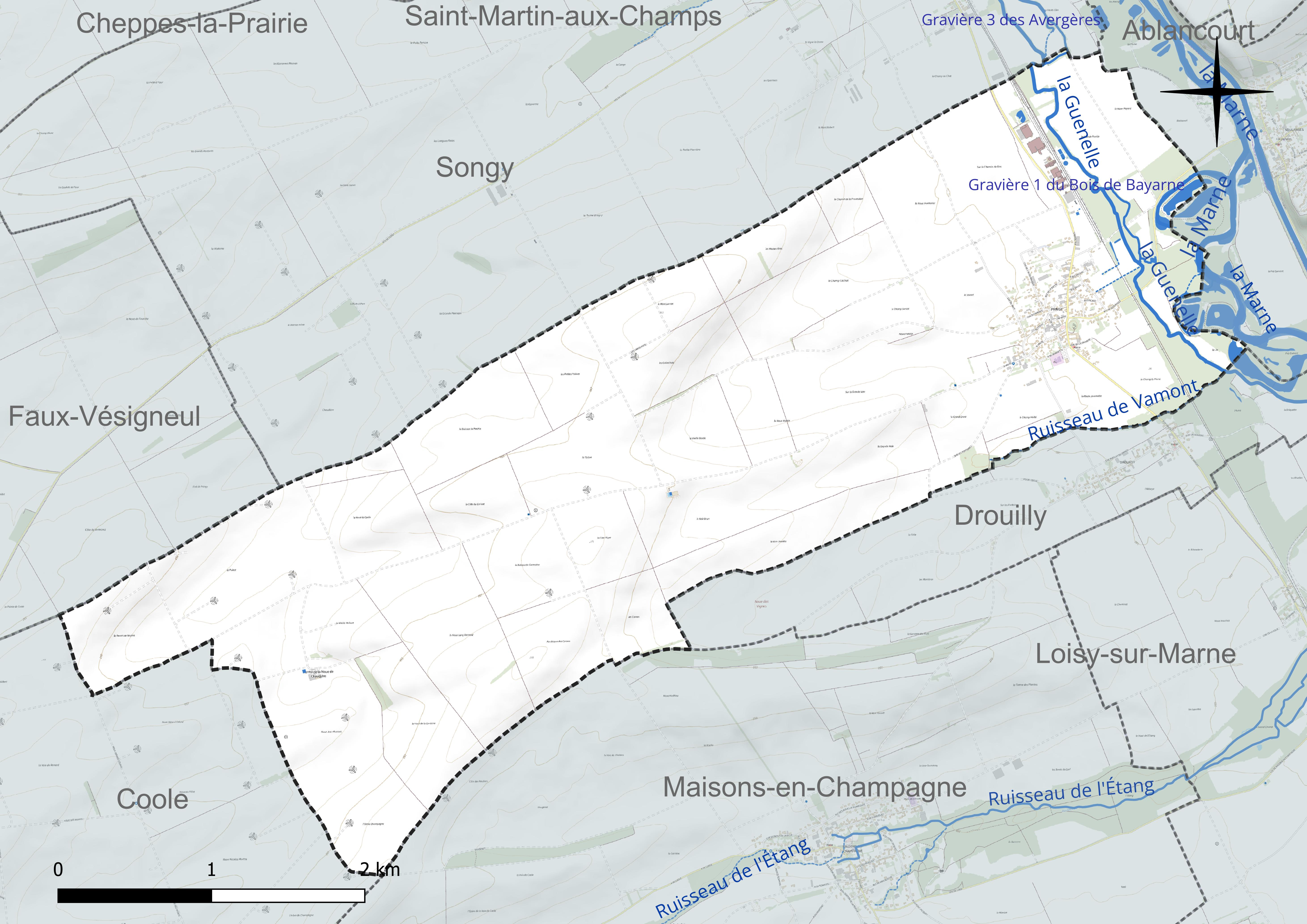
Réseau hydrographique de Pringy.

Un plan d'eau complète le réseau hydrographique : la gravière 1 du Bois de Bayarne, d'une superficie totale de 2 ha (1,9 ha sur la commune),.

### Climat
Pour des articles plus généraux, voir Climat du Grand Est et Climat de la Marne.
En 2010, le climat de la commune est de type climat océanique dégradé des plaines du Centre et du Nord, selon une étude du Centre national de la recherche scientifique s'appuyant sur une série de données couvrant la période 1971-2000. En 2020, Météo-France publie une typologie des climats de la France métropolitaine dans laquelle la commune est exposée à un climat océanique altéré et est dans la région climatique  Nord-est du bassin Parisien, caractérisée par un ensoleillement médiocre, une pluviométrie moyenne régulièrement répartie au cours de l’année et un hiver froid (3 °C). 
Pour la période 1971-2000, la température annuelle moyenne est de 10,5 °C, avec une amplitude thermique annuelle de 15,8 °C. Le cumul annuel moyen de précipitations est de 698 mm, avec 11,6 jours de précipitations en janvier et 8,1 jours en juillet. Pour la période 1991-2020, la température moyenne annuelle observée sur la station météorologique de Météo-France la plus proche, « Frignicourt », sur la commune de Frignicourt à 10 km à vol d'oiseau, est de 11,5 °C et le cumul annuel moyen de précipitations est de 694,6 mm. 
La température maximale relevée sur cette station est de 41,7 °C, atteinte le 25 juillet 2019 ; la température minimale est de −22 °C, atteinte le 9 janvier 1985,,. 
Les paramètres climatiques de la commune ont été estimés pour le milieu du siècle (2041-2070) selon différents scénarios d'émission de gaz à effet de serre à partir des nouvelles projections climatiques de référence DRIAS-2020. Ils sont consultables sur un site dédié publié par Météo-France en novembre 2022.

## Urbanisme

### Typologie
Au 1er janvier 2024, Pringy est catégorisée commune rurale à habitat dispersé, selon la nouvelle grille communale de densité à sept niveaux définie par l'Insee en 2022.
Elle est située hors unité urbaine. Par ailleurs la commune fait partie de l'aire d'attraction de Vitry-le-François, dont elle est une commune de la couronne,. Cette aire, qui regroupe 73 communes, est catégorisée dans les aires de moins de 50 000 habitants,.

### Occupation des sols
L'occupation des sols de la commune, telle qu'elle ressort de la base de données européenne d’occupation biophysique des sols Corine Land Cover (CLC), est marquée par l'importance des territoires agricoles (91,7 % en 2018), une proportion identique à celle de 1990 (91,7 %). La répartition détaillée en 2018 est la suivante : 
terres arables (91,6 %), zones urbanisées (4 %), forêts (3,6 %), eaux continentales (0,7 %), zones agricoles hétérogènes (0,1 %). L'évolution de l’occupation des sols de la commune et de ses infrastructures peut être observée sur les différentes représentations cartographiques du territoire : la carte de Cassini (XVIIIe siècle), la carte d'état-major (1820-1866) et les cartes ou photos aériennes de l'IGN pour la période actuelle (1950 à aujourd'hui).

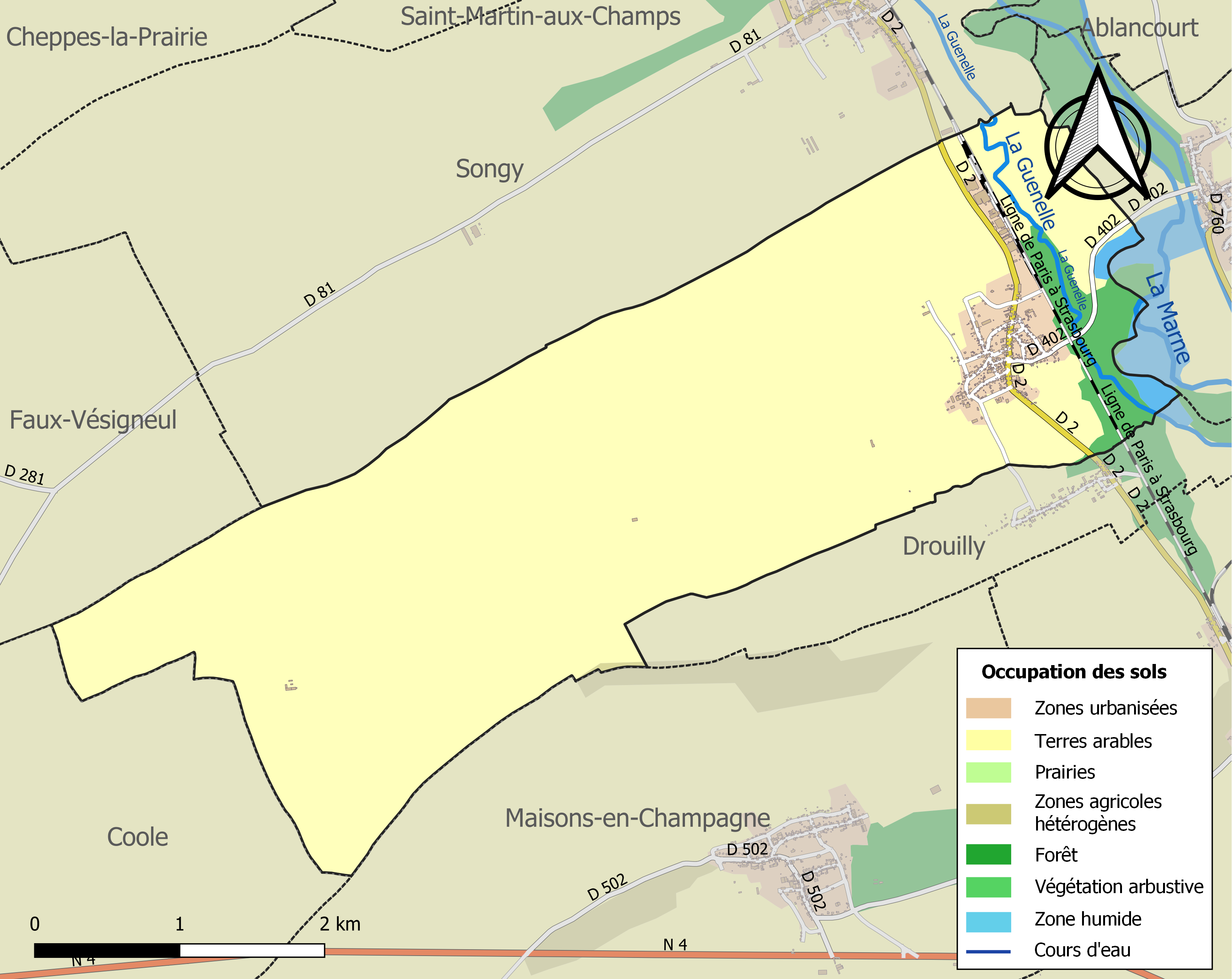
Carte des infrastructures et de l'occupation des sols de la commune en 2018 (CLC).

## Toponymie
Le nom de la localité est attesté sous les formes Pringe (1091-1125) ; Prungeium (1147) ; Pringi (1153) ; Pringeium (1153) ; Pringey (1187) ; Prinni, Pruni (1217) ; Prisni, Prigni (vers 1222) ; Pringiacum, Bringi (vers 1252) ; Pringeyum (128.) ; Pringny (1366) ; Primgy (1625).

## Histoire
En 1589 a eu lieu la bataille de Pringy, qui fut illustrée par un dessin de Claude Chastillon.

## Démographie
Les habitants de la commune sont les Pringyats et les Pringyates.
L'évolution du nombre d'habitants est connue à travers les recensements de la population effectués dans la commune depuis 1793. Pour les communes de moins de 10 000 habitants, une enquête de recensement portant sur toute la population est réalisée tous les cinq ans, les populations de référence des années intermédiaires étant quant à elles estimées par interpolation ou extrapolation. Pour la commune, le premier recensement exhaustif entrant dans le cadre du nouveau dispositif a été réalisé en 2004.

En 2022, la commune comptait 432 habitants, en évolution de +5,62 % par rapport à 2016 (Marne : −1,19 %, France hors Mayotte : +2,11 %).
| 1793 | 1800 | 1806 | 1821 | 1831 | 1836 | 1841 | 1846 | 1851 |
| ---- | ---- | ---- | ---- | ---- | ---- | ---- | ---- | ---- |
| 315  | 335  | 325  | 343  | 333  | 364  | 360  | 368  | 403  |

| 1856 | 1861 | 1866 | 1872 | 1876 | 1881 | 1886 | 1891 | 1896 |
| ---- | ---- | ---- | ---- | ---- | ---- | ---- | ---- | ---- |
| 384  | 382  | 372  | 365  | 346  | 353  | 341  | 317  | 293  |

| 1901 | 1906 | 1911 | 1921 | 1926 | 1931 | 1936 | 1946 | 1954 |
| ---- | ---- | ---- | ---- | ---- | ---- | ---- | ---- | ---- |
| 301  | 297  | 320  | 348  | 358  | 322  | 334  | 356  | 416  |

| 1962 | 1968 | 1975 | 1982 | 1990 | 1999 | 2004 | 2006 | 2009 |
| ---- | ---- | ---- | ---- | ---- | ---- | ---- | ---- | ---- |
| 444  | 448  | 396  | 401  | 426  | 409  | 428  | 454  | 442  |

| 2014 | 2019 | 2022 | - | - | - | - | - | - |
| ---- | ---- | ---- | - | - | - | - | - | - |
| 405  | 434  | 432  | - | - | - | - | - | - |

## Culture locale et patrimoine

### Lieux et monuments

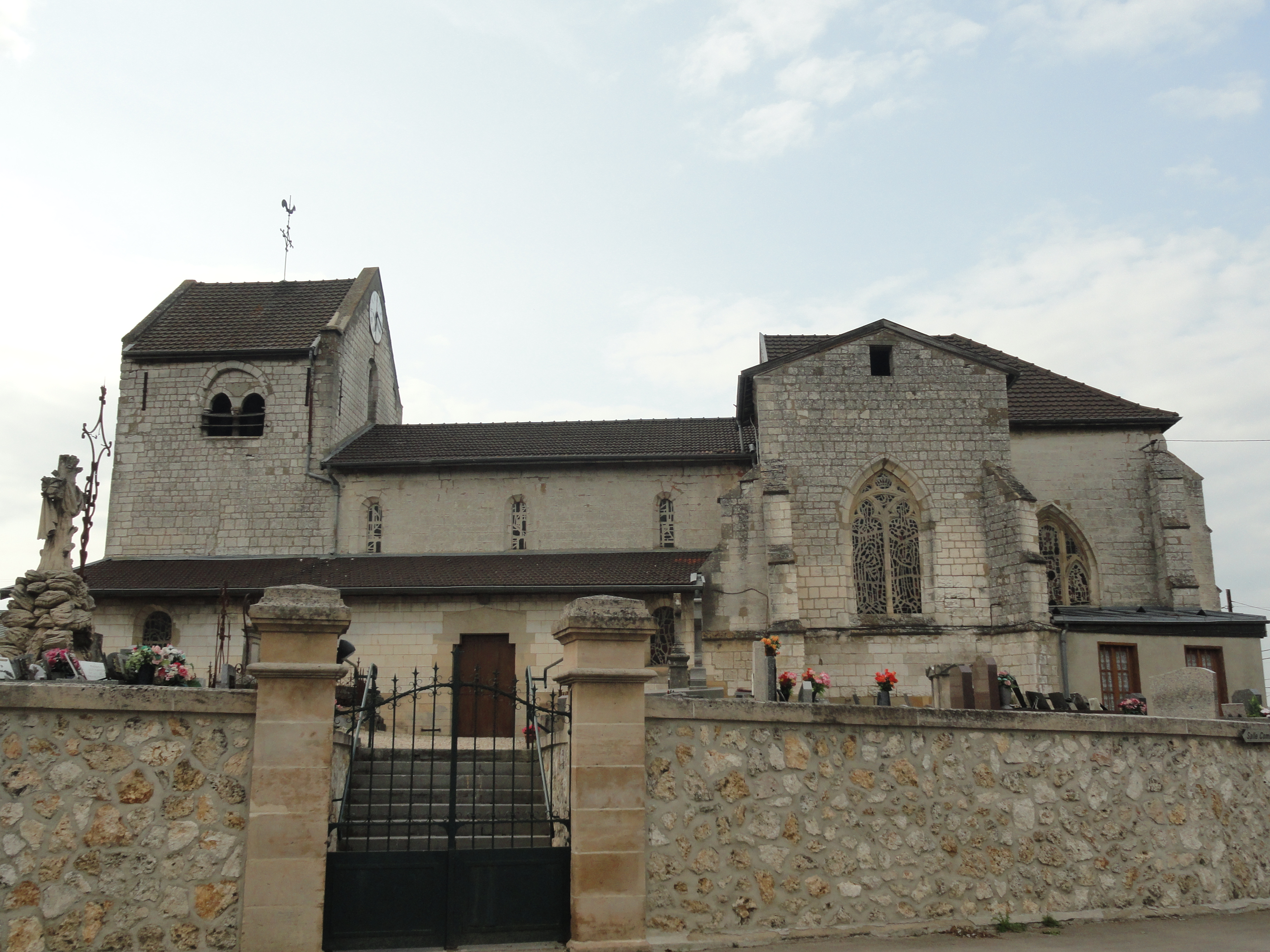
L'église.

- L'église Saint-Remi renferme un autel en bois du XVIIIe siècle et une statue en pierre de la Vierge à l'Enfant de la 2e moitié du XVIe siècle, qui sont tous deux classés monument historique au titre objet[27],[28].
- Au nord du village, le long de la route départementale 2, se dressent d'importants silos du groupe Vivescia anciennement Champagne Céréales.

### Héraldique
| Blason de Pringy | Blason  | D'azur à une jumelle ondée en bande abaissée d'argent accompagnée à senestre de deux épis de blé d'or ployés en chevron renversé, surmontés d’une anille d’argent ; au franc-quartier de gueules chargé d'une colombe en vol d'argent, tenant en son bec la sainte Ampoule d'or.                                                 |
| Blason de Pringy | Détails | Les ondes évoquent la Marne qui arrose la commune. L'anille et les blés viennent du blason de la famille Jacobé qui en était les seigneurs en 1557. La colombe et l'ampoule du baptême de Clovis sont les attributs de saint Remi, patron de la paroisse locale. Création de Jean-François Binon adoptée par la commune en 2020. |